# Dumbrava Roșie, Adâncata
Dumbrava Roșie, întâlnit și sub forma Chicera (în ucraineană Червона Діброва, transliterat: Cervona Dibrova, în rusă Червоная Диброва, transliterat: Cervonaia Dibrova și în germană Kiczera), este un sat în raionul Adâncata din regiunea Cernăuți (Ucraina), depinzând administrativ de comuna Mihuceni. Are 659 locuitori, preponderent ucraineni (ruteni).
Satul este situat la o altitudine de 249 metri, în partea de centru a raionului Adâncata.

## Istorie
Localitatea Dumbrava Roșie a făcut parte încă de la înființare din  Principatul Moldovei. După Bătălia de la Codrii Cosminului (1497), Ștefan cel Mare a poruncit ca cei 10.000 prizonieri poloni să fie înjugați și puși să are și să semene ghindă pe locul unde este astăzi Dumbrava Roșie. Aici a răsărit o pădure de stejari . 
După anexarea Bucovinei de către Imperiul Habsburgic în anul 1775, localitatea Dumbrava Roșie a făcut parte din Ducatul Bucovinei, guvernat de către austrieci, făcând parte din districtul Cernăuți (în germană Czernowitz).  
După Unirea Bucovinei cu România la 28 noiembrie 1918, satul Dumbrava Roșie a făcut parte din componența României, în Plasa Flondoreni a județului Storojineț. Pe atunci, majoritatea populației era formată din ucraineni, existând și o comunitate de români. 
Ca urmare a Pactului Ribbentrop-Molotov (1939), Bucovina de Nord a fost anexată de către URSS la 28 iunie 1940, reintrând în componența României în perioada 1941-1944. Apoi, Bucovina de Nord a fost reocupată de către URSS în anul 1944 și integrată în componența RSS Ucrainene. 
Începând din anul 1991, satul Dumbrava Roșie face parte din raionul Adâncata al regiunii Cernăuți din cadrul Ucrainei independente. Conform recensământului din 1989, numărul locuitorilor care s-au declarat români plus moldoveni era de 25 (20+5), reprezentând 3,16% din populație . În prezent, satul are 659 locuitori, preponderent ucraineni.

## Demografie
Componența lingvistică a localității Dumbrava Roșie
     Ucraineană (99,39%)
     Alte limbi (0,61%)
Conform recensământului din 2001, majoritatea populației localității Dumbrava Roșie era vorbitoare de ucraineană (99,39%), existând în minoritate și vorbitori de alte limbi.
1989: 790 (recensământ)
2007: 659 (estimare)

### Recensământul din 1930
Componența etnică a comunei Dumbrava Roșie (județul Storojineț)
     Români (50,83%)
     Ruteni (48,26%)
     Polonezi (0,91%)
Componența confesională a comunei Dumbrava Roșie
     Ortodocși (94,33%)
     Greco-catolici (4,89%)
     Altă religie (0,78%)
Conform recensământului efectuat în 1930 , populația comunei Dumbrava Roșie se ridica la 777 locuitori. Majoritatea locuitorilor erau români (50,83%), cu o minoritate de ruteni (48,26%) și una de polonezi (0,91%). Din punct de vedere confesional, majoritatea locuitorilor erau ortodocși (94,33%), dar existau și greco-catolici (4,89%). Alte persoane au declarat: armeano-catolici (5 persoane) și romano-catolici (2 persoane).